# Jóhanna Sigurðardóttir
Jóhanna Sigurðardóttir (API: /jouːhanːa 'sɪːɣʏrðartouʰtɪr/; n. 4 octombrie 1942, Reykjavík, Regatul Islandei) este o politiciană islandeză, prim ministru al Islandei între 2009 și 2013, în fruntea unei coaliții social-democrate-ecologiste. Anterior a fost ministru pentru probleme sociale și securitate socială, între 1987–1994 și 2007–2009. Din 1978 a fost membră a parlamentului Islandei, Althing, pentru Reykjavík. A fost realeasă de opt ori consecutiv. La 1 februarie 2009 a devenit prima femeie prim-ministru din istoria Islandei, fiind simultan primul șef de guvern al lumii care este lesbiană declarată.

## Biografie
Jóhanna Sigurðardóttir s-a născut în Reykjavík într-o familie de intelectuali și activiști politici. Bunica ei a fost la vremea ei activistă sindicală, conducătoare a sindicatul femeilor încadrate în munci necalificate și una din fondatoarele Partidului Socialist Islandez. Tatăl ei, Sigurður Egill Ingimundarson (1913-1978), a fost profesor de chimie, membru în parlament și director al Oficiului islandez de securitate socială. Mama ei, Karítas Guðmundsdóttir (1917-1997), a fost casnică. Jóhanna Sigurðardóttir a studiat la Colegiul comercial al Islandei, unde a fost colegă cu controversatul om de afaceri islandez Björgólfur Guðmundsson. După absolvire, în anul 1960, a lucrat ca însoţitoare de zbor pentru compania Loftleiðir (predecesare a actualei Icelandair)(1962-1971) și apoi a avut o muncă de birou la Corporația Centrală de Ambalaje din Rejkjavik (1971-1978). Activă în sectorul sindical încă de la începuturile activității sale profesionale, Jóhanna Sigurðardóttir a fost președinta prezidiului de conducere al Asociației echipajelor aeriene în 1966 și 1969 și al conducerii Svölurnar, Asociația Fostelor Stewardese în 1975. A fost de asemenea membră al Consiliului de conducere a Sindicatului muncitorilor comerciali din 1976 până în 1983.

## Cariera politică
Johanna Sigurðardóttir s-a evidențiat de la începutul carierei ei parlamentare în anul 1978.
În anul 1979 și în anii 1983-1984 a îndeplinit funcția de vicepreședintă al parlamentului Althing. În anul 1984 a fost aleasă vicepreședintă a Partidului Social Democrat, funcție pe care a îndeplinit-o până în 1993. A fost ministru al afacerilor sociale în patru guverne diferite din anul 1987 până în 1994. În acel an, după ce nu a reușit să fie aleasă în fruntea Partidului Social Democrat, ea a părăsit această formațiune politică, pentru a înființa un partid politic nou - „Þjóðvaki” (al Renașterii Națiunii, sau Mișcarea Națională). Cele două partide s-au reunit în anul 2000 pentru a constitui „Alianța social democrată”.
Declarația ei după eșecul ei din alegerile pentru conducerea PSD din 1994  „Minn tími mun koma!” (Va veni și timpul meu!) a intrat în uzul popular.
Între anii 1994-2003 Johanna Sigurðardóttir a fost membră activă a opoziției în Althing, făcând parte din mai multe comisii parlamentare. După alegerile din 2003, unde a candidat din partea cirscumcriptiei recent formate a Rejkjavikului de sud, a fost realeasă în parlament și ca vicepreședintă a acestuia. În urma alegerilor parlamentare din 2007, la care a candidat din partea circumscripției Rejkjavik Nord, a reintrat în guvern ca ministru al afacerilor sociale și al securității sociale, din partea Alianței Social Democrate, în coaliție cu Partidul Independenței.

## Prim-ministru al guvernului de tranziție în anul 2009
În urma gravei crize financiare de care a fost lovită Islanda și a 16 săptămâni de demonstrații de protest contra guvernelor care au gestionat criza, și care s-au intensificat după 20 ianuarie 2009, "Revoluția islandeză din 2009" cunoscută și ca „Revoluția de bucătărie” (sau „Revoluția străchinilor și cratițelor”) la 26 ianuarie 2009 primul ministru Geir Hilmar Haarde a demisionat. După negocieri cu liderii celor cinci partide reprezentate în parlament, președintele Islandei, dr. Olafur Ragnar Grimsson a cerut Alianței Social Democrate și Mișcării ecologiste de stânga, să formeze un nou guvern și să pregătească noi alegeri în primavară.
Jóhanna Sigurðardóttir a fost propusă ca șef al noului cabinet, având în vedere popularitatea ei în rândul poporului, și bunelor relații pe care le întreține cu Mișcarea ecologistă de stânga. Un sondaj Capacent Gallup din decembrie 2008 a arătat ca 73% dintre islandezi au aprobat acțiunile ei ca ministru, procentul cel mai ridicat de popularitate dintre toți miniștrii din guvernul precedent. Sigurðardóttir a fost și singura dintre miniștri a cărei popularitate a crescut în anul 2008.
Noul guvern a necesitat și sprijinul Partidului Progresist, care a fost obținut după negocieri în ianuarie 2009. Guvernul de tranziție condus de Sigurðardóttir a funcționat până la 26 februarie 2009.

## Prim-ministru, după alegerile din aprilie 2009
Noile alegeri din 25 aprilie 2009 au marcat creșterea puterii partidelor Alianța Social Democrată și Mișcarea Ecologistă de Stânga, care și-au asigurat majoritatea în Althing. Partidul Progresist a urcat de asemenea în preferințele electoratului, ca și Mișcarea Cetățenilor, creată după demonstrațiile de protest din ianuarie 2009, a obținut 4 locuri în parlament. Partidul Independenței care a fost la putere  vreme de 18 ani până în ianuarie 2009 a pierdut o treime din locuri, trebuind să se mulțumească cu 9 locuri în Althing. Ca urmare a rezultatelor alegerilor, la 10 mai 2009 Jóhanna Sigurðardóttir a fost recondusă în postul de prim-ministru.
Guvernul prezidat de Johanna Sigurðardóttir a decis o serie de măsuri destinate a ușura ieșirea Islandei din grava criză economică: dupa ce guvernul precedent a obținut un ajutor internațional semnificativ de la Fondul Monetar Internațional și de la țările scandinave un program de austeritate moderată, schimbarea conducerii Băncii Centrale, ștergerea în anul 2010 a datoriilor acelor cetățeni al căror împrumut ipotecar depășea 110 % din valoarea proprietății cumpărate (datorii in valoare de 13% din produsul național brut)
Mai mulți conducători ai sistemului bancar falimentar au fost dați în judecată și condamnați la pedepse cu închisoarea pentru delicte penale. În anul 2010 a început și procesul fostului prim-ministru Haarde. 
Jóhanna Sigurðardóttir a tins să plătească Marii Britanii datoriile băncilor islandeze față de cetățenii acesteia, dar două plebiscite populare în Islanda au respins aceasta, sprijinind linia susținută de la începutul crizei de către președintele Grimsson. 
Situația economică a început să se redreseze în cursul anilor 2011-2012. Numeroși locuitori au renunțat la ocupațiile din domeniul investițiilor și finanțelor și au revenit la profesiile lor precedente. in lunile ianuarie- martie 2012 a avut loc o creștere de  4.5 % a economiei țării.  
față de aceeași perioadă a anului precedent.La începutul anului 2012 economia islandeză a obținut creșterea gradului de investiție din partea companiilor Pitch, ForI's ,Mod'is.   
În aprilie 2011 Curtea constituțională a Islandei a început procesul de scriere a unei noi Constituții, bazat pe contribuția publicului - „Crowdsourcing”.
În anul 2010 Islanda și Europa au trebuit să se măsoare cu daune numeroase ale difuzării cenușei vulcanice de pe urma erupției vulcanului Eyjafjallajökull.   
În cadrul politicii sale de austeritate, guvernul condus de Sigurðardóttir a dispus închiderea tuturor cluburilor de striptease.
De asemenea Sigurðardóttir a tatonat posibilitatea alăturării Islandei la zona Euro.

## Viața particulară
Jóhanna Sigurðardóttir a fost căsătorită cu Þorvaldur Steinar Jóhannesson,lucrător de bancă (născut în 1944), cu care a avut doi copii (născuți în 1972 și 1977). Ulterior, ea a divorțat și trăiește cu o parteneră de viață, scriitoarea și scenarista Jónína Leósdóttir (născută în 1954), mama unui copil dintr-o căsătorie precedentă. Cuplul de femei s-a unit printr-o uniune civilă în anul 2002. La 28 iunie 2010, în urma extinderii statutului de căsătoriți și la cuplurile homosexuale, uniunea civilă a devenit căsătorie oficială.